# Губа (ботаника)

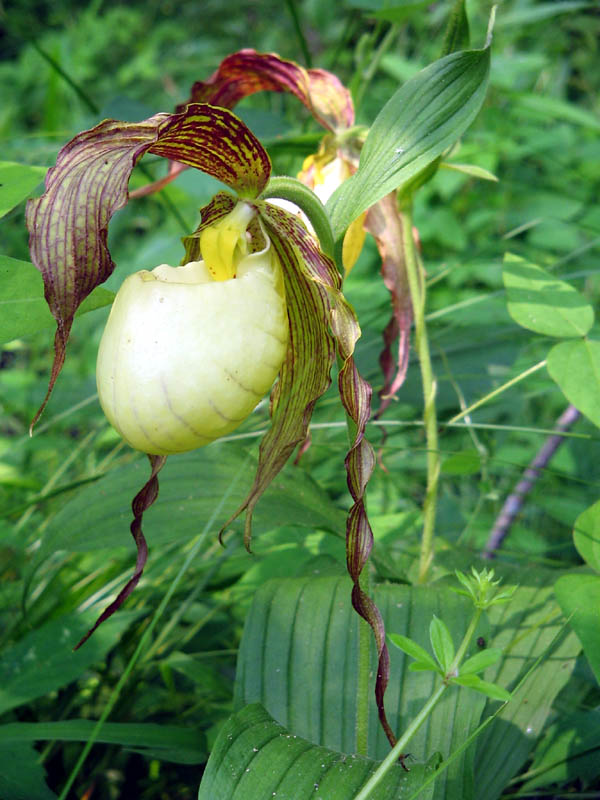
Cypripedium kentuckiense

Губа́, или лабеллум (лат. labellum) — часть околоцветника, образованная двумя или тремя сросшимися чашелистиками или лепестками. Также губой называется нижний, более крупный листочек зигоморфного (неправильного) околоцветника или верхняя и нижняя части двугубого венчика или чашечки.
Такое образование, как губа, характерно для растений, относящихся к порядку Ясноткоцветные (этот порядок ранее так и назывался — Губоцветные), а также для представителей семейства Орхидные.

## Губа у орхидных

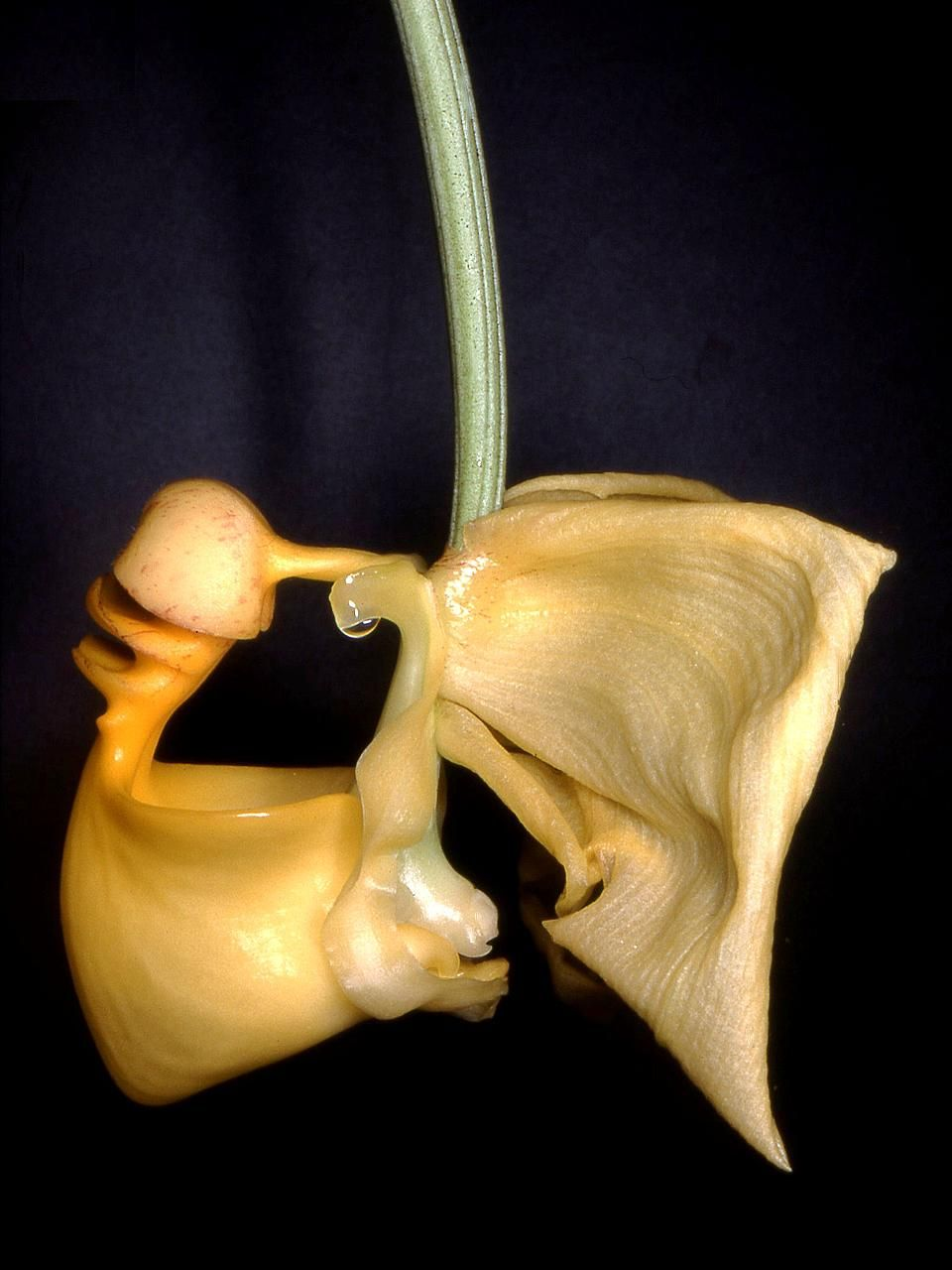
Coryanthes gerlachiana

У представителей семейства Орхидные губой называют медиальный листочек внутреннего круга околоцветника, часто сильно отличающийся формой и окраской.
Губа может быть цельной (Paphiopedilum), лопастной (Cymbidium), бахромчатой (Dendrobium densiflorum), рассечённой на множество тонких нитей (Epidendrum ilense). Кроме того, она может иметь выросты, утолщения, волоски, пятна, и штрихи самой разнообразной формы и окраски. 
Основание губы (базальная часть) называется гипохилием, средняя её часть — мезохилием, верхняя (дистальная часть) — эпихилием: соотношение длины этих трех частей у назных видов может быть различным. В зависимости от этого губа может иметь трубчатую, чашевидную, шлемовидную, воронковидную и языковидную формы. По положению в цветке губа является верхней долей круга и в бутоне расположена над колонкой, но при распускании цветка завязь и цветоножка скручиваются, меняя положение цветка, вследствие чего губа оказывается под колонкой. Это явление называется ресупинация. Благодаря этому свойству губа становится удобной «посадочной площадкой» для насекомых-опылителей.
Нередко губа несет нектарник в виде короткого — до 3-4 см (Calanthe vestita) или очень длинного — до 35 см (Angraecum) шпорца.
Шпорец — сферический, веретеновидный, мешковидный, или цилиндрический, иногда очень длинный нектарник, образуемый выпячиванием основания губы или других листочков околоцветника.
Если цветок опрокинут вниз, как, например, у стангопеи (Stanhopea) или гонгоры (Gongora), то губа служит своеобразной горкой, с которой насекомые съезжают вниз, производя опыление. 
Трутни не собирают нектара, поэтому для их привлечения у цветков некоторых орхидей (Coryanthes, Stanhopea) есть особая приманка — железистый эпидермис на губе, обладающий наркотическим действием. Обгладывая эпидермис, трутень на некоторое время обездвиживается или просто соскальзывает и падает вниз. Нижняя часть губы кориантесов преобразована в своеобразное ведро, над которым находится постоянно «капающий кран» — два особых суженных придатка губы, выделяющие обильную жидкость. За время цветения каждый цветок кориантеса прекрасного (Coryanthes speciosa) выделяет около 30 граммов жидкости. Чтобы «ведро» не переполнялось, избыток жидкости выливается наружу через особую трубочку на кончике губы. Прямо над этой трубочкой расположено окончание колонки, несущей поллинарии.
Выбраться из внутренней части губы непросто, нередко мокрой пчеле требуется более получаса, чтобы найти один-единственный выход — через сточную трубочку, примыкающую к колонке. Проход очень тесен, и пчела вынуждена с силой протискиваться между окончанием губы и колонкой. При этом поллинарии приклеиваются к насекомому, которое, едва высохнув, уже готово посетить новый цветок. Как правило, после удаления поллинариев цветок временно теряет свой сильный сладкий аромат, однако на следующее утро запах появляется вновь.
|                                                                                  |  |  |
| Слева направо: Stanhopea embreei, Dracula chestertonii, Scuticaria strictifolia. |  |  |